# Mnichowy Upłaz

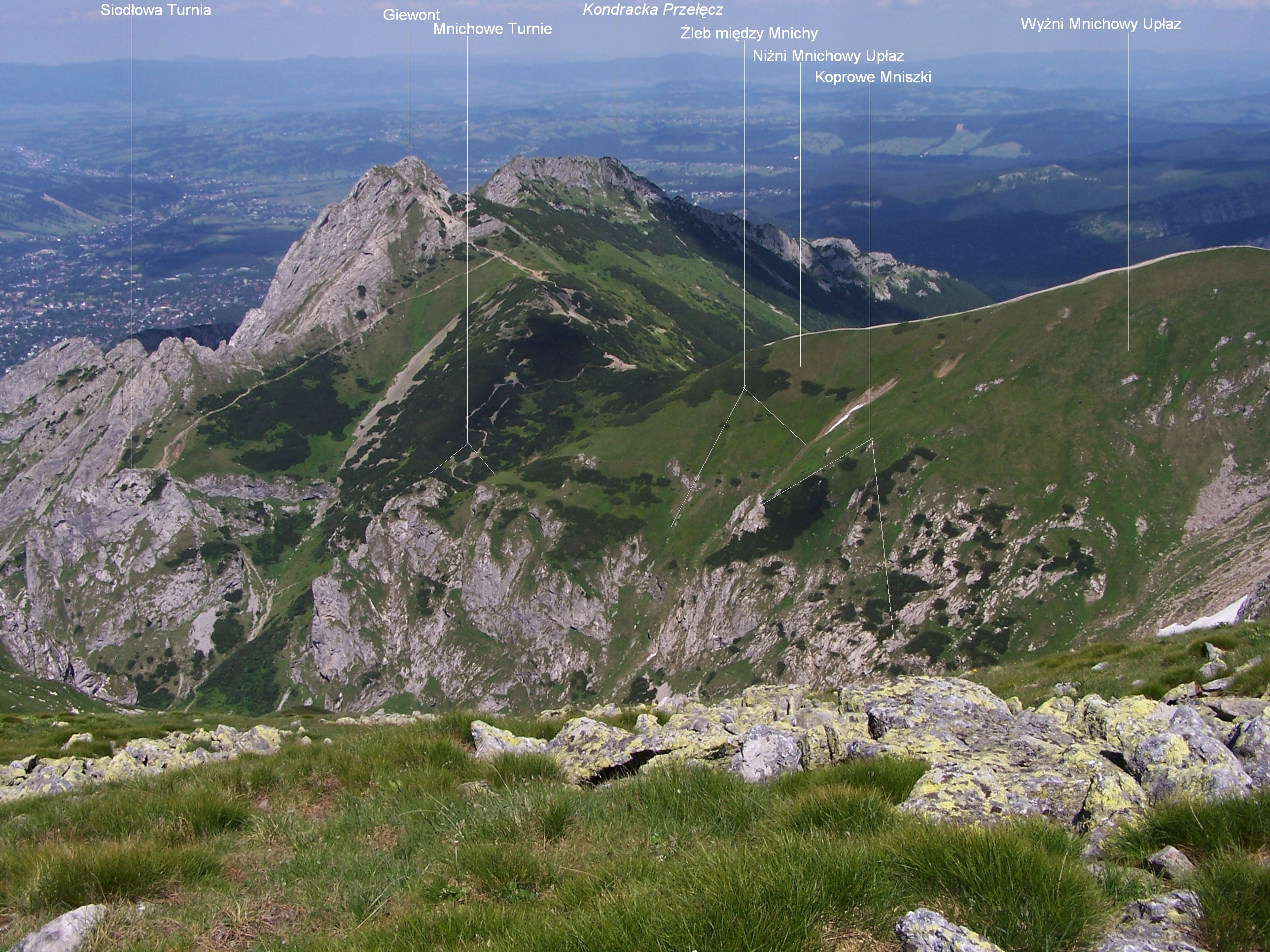
Widok z Czerwonego Grzbietu

Mnichowy Upłaz – trawiasty upłaz w Dolinie Małej Łąki w polskich Tatrach Zachodnich. Znajduje się na zachodnich stokach północnej grani Kopy Kondrackiej, na odcinku od Koprowego Żlebu po Mnichową Grań (ok. 1910–1800 m n.p.m.). Zajmuje górną część grani Kopy Kondrackiej, niżej podcięty jest skalistymi Mnichowymi Turniami.
W Mnichowym Upłazie znajduje się Żleb między Mnichy, który dzieli go na dwie części:
- Wyżni Mnichowy Upłaz, pomiędzy Koprowym Żlebem a Żlebem między Mnichy. Znajduje się w nim skalista grzęda z turniczkami. Są to tzw. Koprowe Mniszki;
- Niżni Mnichowy Upłaz, pomiędzy Żlebem między Mnichy a Mnichową Galerią[2].

Nazwa upłazu jest pochodzenia pasterskiego, dawniej bowiem były to tereny wypasowe należące do hali Mała Łąka.